# Hyttsjön (Norbergs socken, Västmanland, 667121-151201)
Hyttsjön är en sjö i Norbergs kommun i Västmanland och ingår i Dalälvens huvudavrinningsområde. Sjön är 1,6 meter djup, har en yta på 0,184 kvadratkilometer och är belägen 144,8 meter över havet. Sjön avvattnas av vattendraget Klintboån.

## Delavrinningsområde
Hyttsjön ingår i det delavrinningsområde (667153-151354) som SMHI kallar för Mynnar i Dalälvens vattendragsyta. Medelhöjden är 139 meter över havet och ytan är 18,84 kvadratkilometer. Räknas de 7 avrinningsområdena uppströms in blir den ackumulerade arean 43,91 kvadratkilometer. Klintboån som avvattnar avrinningsområdet har biflödesordning 2, vilket innebär att vattnet flödar genom totalt 2 vattendrag innan det når havet efter 132 kilometer. Avrinningsområdet består mestadels av skog (80 procent). Avrinningsområdet har 0,18 kvadratkilometer vattenytor vilket ger det en sjöprocent på 0,9 procent.